# Oblężenie Smoleńska (1502)
Oblężenie Smoleńska – prowadzone przez wojska moskiewskie Iwana III Srogiego między czerwcem a październikiem 1502 roku podczas wojny litewsko-moskiewskiej z lat 1500–1503.
Mimo przewagi liczebnej oblegającym nie udało się zdobyć warowni, wskutek dzielnej postawy garnizonu litewskiego, jak również niepowodzeń oddziałów Iwana III na innych terenach objętych walkami.

## Tło historyczne
Iwan III Srogi jako pretekst do łamania warunków traktatu pokojowego z 1494 roku wykorzystał argument obrony prawosławia na Litwie. Tym co miało zagrażać wiernym tego wyznania były działania metropolity kijowskiego Józefa Sołtana, mianowanego przez wielkiego księcia litewskiego Aleksandra Jagiellończyka na tę godność, które zmierzały do wprowadzenia unii kościelnej z katolicyzmem. Władca Moskwy podobnie oceniał założenie w Połocku klasztoru bernardynów, uzasadniać działania w obronie wiary miały też rzekome afronty wobec jego córki Heleny, żony Aleksandra. Wszelkie zadrażnienia na dworze litewskim, pojawiające się na tle jej prawosławnego wyznania, stale wykorzystywał w swojej polityce. Do napięć i pogranicznych starć doszło już w 1498 roku, zaś w ciągu następnych dwóch lat Iwan III zhołdował wielu książąt Siewierszczyzny i Czernihowszczyzny, przeciągając ich na swoją stronę pod pretekstem obrony przed prześladowaniami religijnymi, obietnicami większego uposażenia czy też grożąc użyciem siły. Działania te stały się przyczyną nowej wojny, którą, licząc na osłabienie sił Jagiellonów po klęsce wyprawy mołdawskiej z 1497 roku, władca Moskwy zdecydował się rozpocząć.
Zapoczątkowane w maju 1500 roku działania zbrojne przyniosły dobrze przygotowanym siłom moskiewskim szereg sukcesów, w tym zwycięstwo nad Wiedroszą, jednak nie udało im się opanować Smoleńska, warowni o kluczowym znaczeniu w zmaganiach z Litwą.

## Oblężenie
W czerwcu 1502 roku oddziały Iwana III podjęły kolejną próbę opanowania twierdzy. Wielki książę moskiewski dowodzenie tą wyprawą powierzył swojemu trzeciemu synowi, Dymitrowi Iwanowiczowi Żyłce. Pod jego komendą znalazły się znaczne siły z wieloma doświadczonymi dowódcami i dobrze zaopatrzone w artylerię. Równocześnie z działaniami Żyłki inne oddziały za zaatakowały i zajęły Orszę, zaś kolejne zgrupowanie spustoszyło okolice Witebska.
Miasta, otoczonego drewniano-ziemnymi umocnieniami, bronił Stanisław Kiszka, który dał się już poznać jako skuteczny dowódca w obliczu moskiewskich ataków i oblężeń. Dysponował około 800 żołnierzami zaciężnymi, wspieranymi przez mieszczan i okolicznych bojarów, którzy zachowali lojalność wobec wielkiego księcia Aleksandra.
Oblężenie trwało przez trzy miesiące, obrońcy stawili twardy opór oddziałom moskiewskim. Dokonywali wycieczek, biorąc licznych jeńców i sztandary. Byli zasilani przez posiłki, kierowane w lipcu z okolic Nowogródka, zaś w ciągu sierpnia i września – Mińska. Oblegającym nie udało się podpalić drewnianych umocnień, zaś podjęty 6 września szturm generalny zakończył się porażką. Skutkiem walk wokół twierdzy było podobno 6000 ciał żołnierzy moskiewskich, leżących bez pochówku. Po tym niepowodzeniu siły Żyłki cofnęły swoje stanowiska, a do ostatecznego zwinięcia oblężenia, poza postawą obrońców, przyczyniły się wieści jakie w końcu września dotarły pod Smoleńsk – 13 tego miesiąca nad jeziorem Smolina Krzyżacy inflanccy pod wodzą mistrza krajowego Woltera von Plattenberga pokonali oddziały moskiewskie, które maszerowały ze wsparciem dla oblegających. W połowie października armia Żyłki wycofała się spod miasta.

## Zakończenie wojny
Niepowodzenie oblężenia było po stronie moskiewskiej tłumaczone słabym zaopatrzeniem w artylerię oraz błędną strategią. Jednak cała wojna przebiegła niekorzystnie dla strony litewskiej. Ostatecznie działania zbrojne zakończyło w marcu 1503 roku podpisanie sześciomiesięcznego rozejmu, na mocy którego Wielkie Księstwo Moskiewskie przejęło wschodnią Smoleńszczyznę, Siewierszczyznę i Czernihowszczyznę, co równało się utracie przez Litwę jednej trzeciej dotychczasowego terytorium. Granica przebiegała odtąd bliżej obronionego Smoleńska, któremu zagrażała dalsza ekspansja moskiewska. 